# 苍霞洲耶稣圣心堂
苍霞洲耶稣圣心堂 是位于中国福州市台江区敬义巷的一座天主教堂，系1933年天主教福州教区用购得的一个茶行仓库改建而成，面积约800平方米，可容纳1200名教友。该堂奉耶稣圣心为主保，传教范围主要是在美达道、三县洲、义洲、帮洲一带。教友大多数都是船民。1966年文化大革命期间教堂被关闭，并被福州汽车配件七厂占用。1981年，教会收回产权。1988年，该堂经过整修，重新恢复宗教活动。